# Erich Riebartsch
Erich Riebartsch (* 14. Mai 1902 in Dankersen bei Minden; † 22. November 1986 in Hildesheim) war ein deutscher römisch-katholischer Theologe.

## Leben
Riebartsch studierte Philosophie und Theologie in Fulda und Münster. 1925 empfing er die Priesterweihe. Er war Domlektor am Hildesheimer Dom und Konviktsinspektor in Hildesheim sowie Kaplan in Hannover-Linden. Von 1927 bis 1929 absolvierte er an der Päpstlichen Universität Gregoriana ein Doktoratsstudium des Kirchenrechts (Dr. jur. can.); parallel war er als Kaplan an Santa Maria dell’Anima in Rom tätig. Nach seiner Rückkehr 1929 wurde er Pfarrkooperator in Groß Giesen und lehrte am Hildesheimer Priesterseminar sowie Religion an den Hildesheimer Gymnasien Josephinum und Marienschule.
1933 gab er im Auftrag von Bischof Nikolaus Bares das erste Bistumsblatt in Hildesheim heraus und geriet immer wieder in Konflikt mit den Nationalsozialisten.
Er war von 1934 bis 1986 Professor für Liturgik und Kirchenrecht sowie Katechese am Priesterseminar Hildesheim. Zudem engagierte er sich als leitender Redakteur der Kirchenzeitung für das Bistum Hildesheim und war fast 25 Jahre im Rundfunk tätig. Er war Mitglied des Norddeutschen Rundfunkrates.
1953 wurde er von Kardinal-Großmeister Nicola Kardinal Canali zum Ritter des Ritterordens vom Heiligen Grab zu Jerusalem ernannt und am 8. Dezember 1953 im Kölner Dom durch Lorenz Jaeger, Großprior der deutschen Statthalterei, investiert.
1958 berief ihn Bischof Heinrich Maria Janssen zum ersten wissenschaftlichen Leiter der Katholischen Akademie der Diözese Hildesheim, der späteren Katholischen Akademie St. Jakobushaus.
Er wurde 1960 von Papst Johannes XXIII. zum Päpstlichen Ehrenprälaten ernannt.

## Schriften
- Als die braune Diktatur „Recht“ sprach – Prozesse gegen Diözesanpriester, in: H. Engfer (Hrsg.), Das Bistum Hildesheim 1933–1945, Hildesheim 1971, S. 530–572
- Hoffnung die nicht trügt: Überlegungen und Betrachtungen, Bernward Verlag Hildesheim 1976
- Geschichte des Bistums Hildesheim, Bernward Verlag Hildesheim 1985
- Geschichte des Bistums Hildesheim von 815 bis 1024 auf dem Hintergrund der Reichsgeschichte, Bernward Verlag Hildesheim 1985